# Pembroke Wanderers HC

Wappen des Pembroke Wanderers HC

Der Pembroke Wanderers HC ist ein 1922 im Dubliner Stadtteil Ballsbridge gegründeter irischer Hockeyverein. Der Name des Clubs leitet sich vom Earl of Pembroke ab, dem größere Ländereien in Sandymount im Süden von Dublin gehörten. Das Vereinsgelände befindet sich rund 2,5 km südlich des Stadtzentrums in der Nähe des Lansdowne-Road-Stadions der Irish Rugby Football Union.
Die Pembroke Wanderers sind rund 500 Mitglieder stark und stellen acht Herren- und neun Damenteams in den Ligenbetreib. Der Verein verfügt über einen wassergesprengten Kunstrasen sowie über ein Trainingsfeld mit halber normaler Abmessung. Im Laufe der Vereinsgeschichte gewann der Club zahlreiche regionale und nationale Titel, wobei die Republik Irland und Nordirland wie auch in anderen Sportarten einen gemeinsamen All Ireland-Titel ausspielen. Pembroke qualifizierte sich bis zur Saison 2007/2008 sieben Mal für europäische Wettbewerbe, so auch in der Debütsaison der Euro Hockey League, schied aber bereits in der Vorrunde gegen KS Pocztowiec Poznań und den Club Egara aus.

## Erfolge
| Europapokalbilanz Herren Feld |                       |        |       |             |
| Jahr                          | Wettbewerb            | Niveau | Platz | Ort         |
| 1974                          | Club Champions Cup    | 1      | 11    | Utrecht     |
| 1996                          | Club Champions Trophy | 2      | 4     | Prag        |
| 1998                          | Cup Winners Trophy    | 2      | 2     | Rom         |
| 2001                          | Cup Winners Trophy    | 2      | 3     | Wien        |
| 2002                          | Club Champions Trophy | 2      | 2     | Wettingen   |
| 2007                          | Club Champions Trophy | 2      | 2     | Prag        |
| 2008                          | Euro Hockey League    | 1      | VR 24 | Antwerpen   |
| 2009                          | Club Trophy           | 2      | 1     | Dublin      |
| 2010                          | Euro Hockey League    | 1      | AF    | Rotterdam   |
| 2011                          | Euro Hockey League    | 1      | AF    | Bloemendaal |

Herren
- All Ireland Club Championship: 1995, 2001, 2006, 2007
- Irish Senior Cup: 1933, 1937, 1973, 2000,
- Leinster Senior League: 1935, 1936, 1942, 1947, 1951, 1964, 1965, 1994, 1995, 1997, 1998, 1999, 2001, 2004, 2005
- Leinster Senior Cup: 1938, 1941, 1944, 1945, 1946, 1947, 1949, 1950, 1973, 1975, 1976, 1977, 1998, 1999, 2000, 2001, 2003, 2006
- Railway Cup: 1940, 1941, 1942, 1959, 1970, 1974, 1979, 1980, 1981, 1985, 1988, 2001, 2004
- Leinster Indoor Cup: 2007

Damen
- Irish Senior Cup: 1931, 1937, 1947, 1948, 1949, 1950, 1952, 1965, 1967, 1970, 1973, 1975
- Leinster Senior League: 1931, 1936, 1939, 1940, 1942, 1949, 1952, 1958, 1963, 1966, 1969, 1970, 1971, 1972, 1973, 1974, 1975
- Leinster Senior Cup: 1931, 1944, 1949, 1967, 1970, 1973, 1984, 2003